# Dominik Graňák
Dominik Graňák (ur. 11 czerwca 1983 w Hawierzowie) – słowacki hokeista pochodzenia czeskiego, reprezentant Słowacji, olimpijczyk.

## Kariera
- HC Dukla Trenczyn U20 (2000-2001)
- Slavia Praga U20 (2001-2003)
- Slavia Praga (2002-2007)
- Färjestads BK (2007-2009)
- Rögle BK (2009-2010)
- Dinamo Moskwa (2010-2014)
- Linköpings HC (2014-2015)
- Fribourg-Gottéron (2015)
- Rögle BK (2015-2017)
- Mountfield Hradec Králové (2017-2019)
- HC Energie Karlowe Wary (2019-2021)
- Mountfield Hradec Králové (2021)
- HC Pilzno 1929 (2021-2022)
- Sparta Praga (2022)

Wychowanek Dukli Trenczyn. Od maja 2010 zawodnik Dinama Moskwa. W kwietniu 2011 przedłużył kontrakt o dwa lata, a 1 maja 2013 przedłużył kontrakt o rok. Od listopada 2014 zawodnik Linköpings HC. Od stycznia 2015 zawodnik Fribourg-Gottéron. Od czerwca 2015 do kwietnia 2017 ponownie zawodnik szwedzkiego klubu Rögle BK. Od maja 2017 do kwietnia 2019 zawodnik Hradec Kralove. W maju 2019 przeszedł do, a pod koniec stycznia 2021 powrócił do Hradec Kralove, skąd odszedł w marcu 2021. Od maja 2021 zawodnik HC Pilzno 1929.  Pod koniec marca 2022 ogłoszono jego odejście z klubu. Od września do października 0222 reprezentował Spartę Praga.
Uczestniczył w turniejach mistrzostw świata edycji 2004, 2005, 2006, 2007, 2008, 2009, 2010, 2011, 2012, 2015, 2016, 2018. W 2014 kontuzja wykluczyła jego udział w igrzyskach olimpijskich 2014 w Soczi. Uczestniczył w turnieju zimowych igrzysk olimpijskich 2018.

## Sukcesy
Reprezentacyjne
- Srebrny medal mistrzostw świata: 2012

Klubowe
- Złoty medal mistrzostw Czech: 2003 ze Slavią
- Srebrny medal mistrzostw Czech: 2004, 2006 ze Slavią
- Złoty medal mistrzostw Szwecji: 2009 z Färjestad
- Złoty medal mistrzostw Rosji: 2012, 2013 z Dinamem Moskwa
- Puchar Gagarina: 2012, 2013 z Dinamem Moskwa

Indywidualne
- KHL (2011/2012):
  - Najlepszy obrońca ligi - półfinały konferencji
  - Trzecie miejsce w klasyfikacji +/- w fazie play-off: +10
  - Czwarte miejsce w klasyfikacji asystentów w fazie play-off: 9 asyst
  - Drugie miejsce w klasyfikacji asystentów wśród obrońców w fazie play-off: 9 asyst
  - Drugie miejsce w klasyfikacji kanadyjskiej wśród obrońców w fazie play-off: 11 punktów
- KHL (2012/2013):
  - Najlepszy obrońca miesiąca - marzec 2013[18]
  - Pierwsze miejsce w klasyfikacji +/- w fazie play-off: +16
  - Piąte miejsce w punktacji kanadyjskiej wśród obrońców w fazie play-off: 9 punktów
  - Najlepszy obrońca - finał o Puchar Gagarina
- KHL (2013/2014):
  - Najlepszy obrońca miesiąca - grudzień 2013
- Mistrzostwa Świata w Hokeju na Lodzie 2016/Elita:
  - Jeden z trzech najlepszych zawodników reprezentacji w turnieju[19]